# 2005 SE278
2005 SE278, também escrito como 2005 SE278, é um objeto transnetuniano que está localizado no Cinturão de Kuiper, uma região do Sistema Solar. Este corpo celeste está em uma ressonância orbital de 3:5 com o planeta Netuno. Ele possui uma magnitude absoluta de 7,2 e tem um diâmetro estimado com 160 km.

## Descoberta
2005 SE278 foi descoberto no dia 9 de setembro de 2005 pelos astrônomos A. C. Becker, A. W. Puckett e J. Kubica.

## Órbita
A órbita de 2005 SE278 tem uma excentricidade de 0,107 e possui um semieixo maior de 42,170 UA. O seu periélio leva o mesmo a uma distância de 37,658 UA em relação ao Sol e seu afélio a 46,683 UA.